# Stiftung Hessischer Naturschutz
Die Stiftung Hessischer Naturschutz ist eine rechtsfähige, gemeinnützige Stiftung des Öffentlichen Rechts mit Sitz in Wiesbaden. Sie fördert Maßnahmen des Naturschutzes und der Landespflege in Hessen. Geschäftsführer ist Albert Langsdorf; im Stiftungsvorstand ist u. a. als Vorsitzender der Hessische Umwelt- und Landwirtschaftsminister Ingmar Jung. 

## Geschichte und Struktur
Die Stiftung wurde 1978 gegründet und arbeitet mit den Zinserträgen des Stiftungsvermögens von derzeit 4,65 Millionen Euro. Zusätzlich erhält sie Spenden und Mittel der GlücksSpirale des Landes. Die Stiftung fördert auch Projekte von Umweltverbänden.

## Ziele
Ziel der Stiftung ist der Schutz der Natur und der Landschaft und damit die Erhaltung der natürlichen Umwelt und der natürlichen Lebensgrundlagen in Hessen. Dabei will die SHN als Bindeglied zwischen staatlichem und ehrenamtlichem Naturschutz fungieren. 
Ziele sind (definiert 1978):
- die Erhaltung der natürlichen Lebensgrundlagen für Mensch, Tier und Pflanze
- das „ökologische Gleichgewicht“ bei Bedarf wieder herzustellen
- der Schutz seltener und Aussterben bedrohter Pflanzen und Tiere
- die Verteidigung und Bewahrung der noch intakten Landschaftsgebiete in Hessen
- Verbreitung des Naturschutzgedankens durch gezielte Öffentlichkeitsarbeit
- Förderung von Projekten zum Erhalt von Biotopen